# 센리오카역
센리오카역(일본어: 千里丘駅, せんりおかえき)은 오사카부 셋쓰시에 있는, 서일본 여객철도의 도카이도 본선(JR 교토 선) 상의 역이다.

## 개요 및 역 구조
2면 4선의 쌍섬식 플랫폼이 있는 지상역으로, 교상역사화되어있다. 단, 1번선/4번선은 펜스가 설치되어, 이용은 불가능하게 되어있다.
ICOCA, J스루 카드 등을 이용할 수 있으며, ICOCA 상호이용대상인 PiTaPa (스룻토 간사이 협의회)도 이용가능.

### 승강장
↑다카쓰키·교토 방면

| １２ | | ３４ |

오사카·산노미야 방면↓
| 1 | ●JR 교토 선 (상행 외측선) | 통과열차만 존재, 폐쇄되어 있음  |
| 2 | ●JR 교토 선 (상행 내측선) | 다카쓰키·나가오카쿄·교토 방면   |
| 3 | ●JR 교토 선 (하행 내측선) | 오사카·산노미야·다카라즈카 방면 |
| 4 | ●JR 교토 선 (하행 외측선) | 통과열차만 존재, 폐쇄되어 있음  |

## 역세권 정보
주위는 셋쓰 시의 북단부 주변으로, 도카이도 본선의 북측을 병행하는 오사카 부도 (府道) 14호선 (산업도로)를 넘는 주변부부터 스이타시에 들어간다. 또, 이 역부터 이바라키 역 방향으로 400m 정도 가면 이바라키시에 들어간다. 역명으로 인해 이 일대가 센리 구릉(일본어: 千里丘陵)인 줄로 착각하는 경우가 있는데, 실제로 이 주변은 센리 구릉이 아니라 남동쪽으로 빗나간 산기슭에 해당한다.
역의 동쪽 출구에는 역전 재개발에 따라 포르테 셋쓰가 건설되어, 버스 터미널도 정비되었다. 또, 역의 서쪽 출구도 재개발 중이다. 역에서 남쪽으로 걸으면 셋쓰 시립 종합 복지회관이 있지만, 현재는 건물의 노후화로 폐쇄 중.
이 역의 동서 연결 도로는 편도 1차선의 협소한 도로로, 교호 신호가 설치되어 있다. 재개발에 따라서 확장공사가 진행되고 있다.

## 역사
- 1938년 12월 1일 - 일본국유철도의 역으로 개업.
- 1983년 3월 - 현재 역사로 개축 (2대).
  - 원래는 지상역이었지만, 오사카 만박과 제일 가까운 역으로 구상되어, 거기에 맞춰 교상 역사화 등의 재개발이 이루어질 예정이었다. 하지만, 역 경쟁에서 이바라키역에 밀려, 이후 약 10년간은 재개발이 이루어지지 않았다.
- 1987년 4월 1일 - 일본국유철도 분할 민영화로 서일본 여객철도의 역이 됨.

## 이용 현황
2006년의 1일 평균 승차 인원수는 약 20,566명(JR 서일본 홈페이지로부터). 관내 역 중에서는 49위.

## 인접역 정보
| 서일본 여객철도 도카이도 본선 | 서일본 여객철도 도카이도 본선 | 서일본 여객철도 도카이도 본선 |
| ----------------------------- | ----------------------------- | ----------------------------- |
| 이바라키 교토 방면            | ● JR 교토 선 ■ 보통           | 기시베 오사카 방면            |